# Centrolene muelleri
Espèce
Statut de conservation UICN

 DD  : Données insuffisantes
Centrolene muelleri est une espèce d'amphibiens de la famille des Centrolenidae.

## Répartition
Cette espèce est endémique de la province de Rioja dans la région de San Martín au Pérou. Elle se rencontre à 2 000 m d'altitude dans la cordillère Orientale.

## Description
Le mâle holotype mesure 23,5 mm

## Étymologie
Cette espèce est nommée en l'honneur de Paul S. Müller de l'Université de la Sarre.

## Publication originale
- Duellman & Schulte, 1993 : New species of centrolenid frogs from northern Peru. Occasional Papers of the Museum of Natural History, University of Kansas, no 155, p. 1-33 (texte intégral).